# José Manuel Ochotorena
José Manuel Ochotorena Santacruz (16. siječnja 1961.) bivši je španjolski nogometni vratar i trenutačni trener vratara u nogometnom klubu Valencia.
Tijekom igračke karijere Ochotorena je branio za Castillu, Real Madrid, Valenciju, Tenerife, Logroñés i Racing Santander. Odigrao je jedan susret za španjolsku nogometnu reprezetaciju te je bio član momčadi koja je igrala na Svjetskom prvenstvu u Italiji 1990.
Nakon igračke karijere, Ochotorena je počeo trenirati momčad Valenciju, a uz to je bio vratarski trener Španjolske. U srpnju 2004., s Benitezom je otišao u Englesku trenirati momčad Liverpoola, gdje je zamijenio Joea Corrigana.
U srpnju 2007. godine Ochotorena se vratio u Valenciju.